# Свети Антоний (Сятища)
Вижте пояснителната страница за други значения на Свети Антоний.
„Свети Антоний“ (на гръцки: Ιερός Ναός του Οσίου Αντωνίου Σιάτιστας) е православна църква в град Сятища, Егейска Македония, Гърция, част от Сисанийската и Сятищка епархия на Вселенската патриаршия.
Църквата е разположена в източната част на южната махала Герания в местността Папаяни Дендра (Папаянови дървета). Построена е на мястото на по-стар параклис. Освонтият камък е поставен на 28 юли 1959 година и след две години храмът е завършен.